# Breitenfurt (Berching)
Breitenfurt ist ein Gemeindeteil der Stadt Berching im Landkreis Neumarkt in der Oberpfalz in Bayern. Es handelt sich um ein kleines Gewerbegebiet zwischen Sulz und Ludwig-Donau-Main-Kanal auf der Höhe von Wegscheid und ist amtlich als Einöde bezeichnet.
Kirchlich gehört es zur Pfarrei Waldkirchen im Dekanat Neumarkt in der Oberpfalz.
Am 1. Juli 1972 wurde Ernersdorf mit Breitenfurt, Rappersdorf und Wegscheid nach Berching eingemeindet.
Denkmalgeschützt ist der Abschnitt des Ludwig-Donau-Main-Kanals.